# Allylescalin
Allylescalin ist ein weniger bekanntes psychedelisches Rauschmittel.

## Chemie
| Strukturelle Ähnlichkeit von Allylescalin und Mescalin |
| ------------------------------------------------------ |
| Allylescalin                                           |
| Mescalin                                               |
| Die analogen Strukturelemente sind blau markiert.      |

Die chemische Struktur ist mit der von Mescalin eng verwandt. Allylescalin gehört zur Stoffgruppe der Phenylethylamine, zu der auch der Neurotransmitter Dopamin, das Hormon Adrenalin sowie das synthetische Amphetamin gehören. Allylescalin wurde zum ersten Mal 1972 von dem tschechischen Chemiker Otakar Leminger synthetisiert. Die Verbindung wurde später auch von Alexander Shulgin synthetisiert und in seinem Buch Pihkal: A Chemical Love Story ausführlich beschrieben.

## Wirkungen
Nach Alexander Shulgins Beschreibung soll Allylescalin zu einer gehobenen Stimmung mit psychedelischen Anteilen und vertiefter Wahrnehmung führen. Die Wirkung dürfte demnach zumindest tendenziell vergleichbar mit anderen Halluzinogenen wie Mescalin oder LSD sein. Der Dosierungsbereich wird von Shulgin mit etwa 20–35 mg und die Dauer der Wirkung mit etwa 8–12 Stunden angegeben. Darüber hinaus existieren nur sehr wenige Daten über die pharmakologischen Eigenschaften von Allylescalin.

## Rechtsstatus
In Deutschland wird Allylescalin als 4-Allyloxy-3,5-dimethoxy-phenethylazan in der Anlage I zum Betäubungsmittelgesetz aufgeführt. Trotz der Endung -azan handelt es sich nicht um einen Vertreter der Stoffgruppe der Azane, sondern um ein Amin.